# 外山四郎
外山 四郎（とやま しろう、1931年3月15日 - 1998年8月19日）は、日本の経営者。アール・エフ・ラジオ日本社長を務めた。北海道出身。

## 経歴
1955年に早稲田大学第一政治経済学部新聞学科を卒業し、同年に読売新聞社に入社。1984年12月に取締役に就任し、1993年6月に日本テレビ放送網取締役とアール・エフ・ラジオ日本専務を経て、1994年6月にはアール・エフ・ラジオ日本社長に就任。
1998年8月19日に膵臓癌のために死去。67歳没。